# Вілія (Кременецький район)

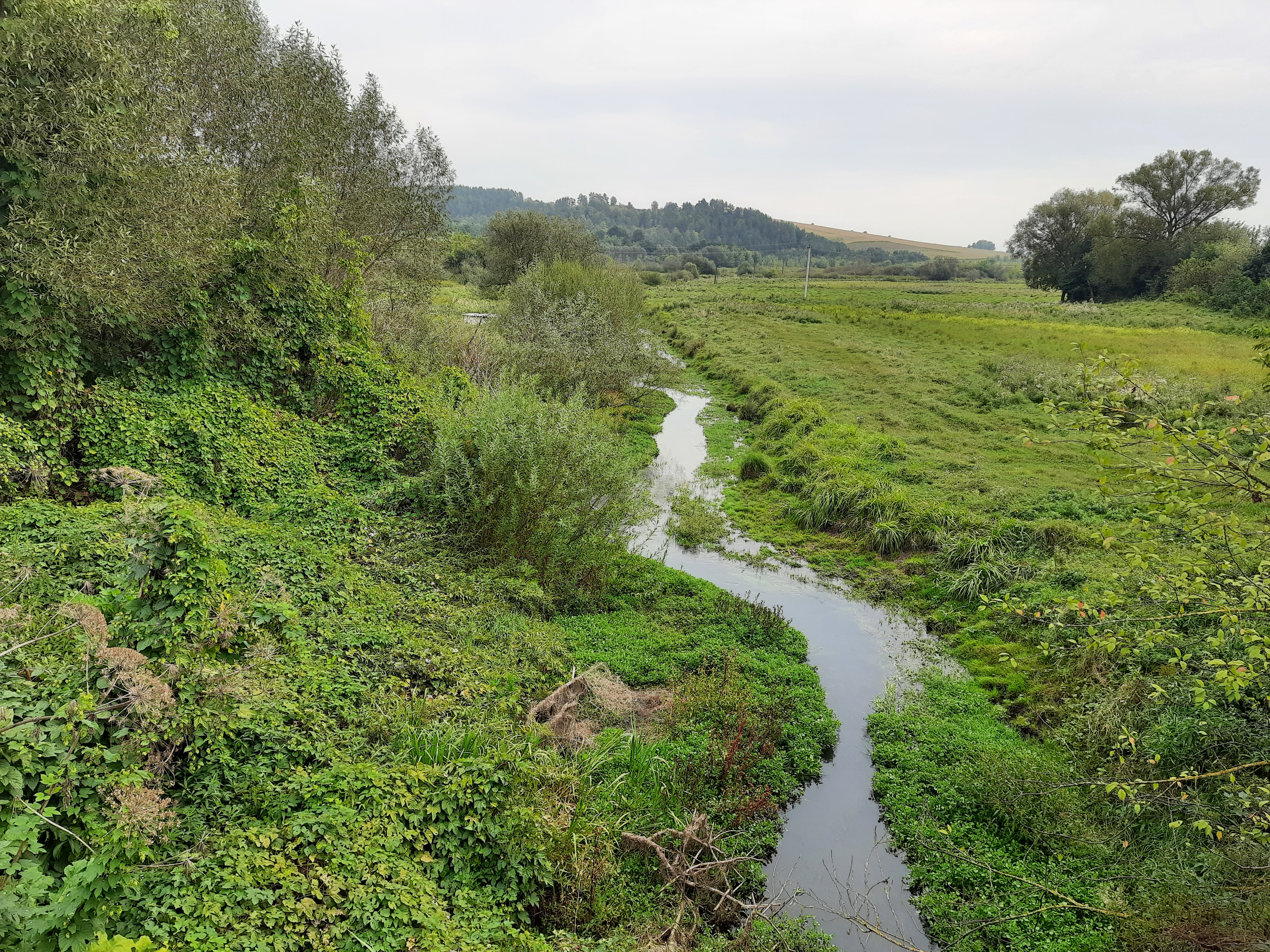
Річка Вілія біля села

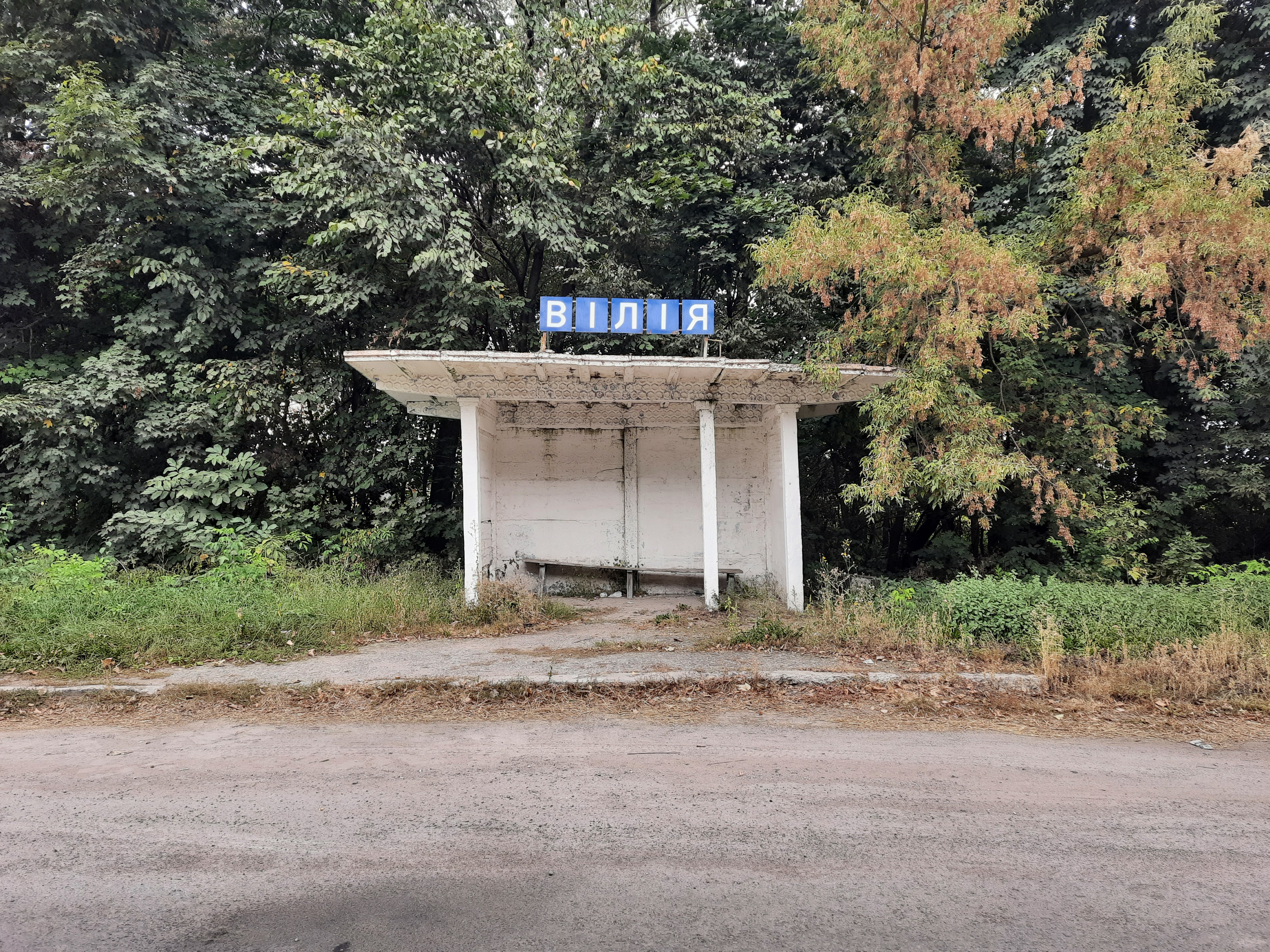
Автобусна зупинка

Ві́лія — село в Україні, у Шумській міській громаді Кременецького району Тернопільської області. Розташоване на лівому березі річки Вілія, у центральній частині району. До 2020 центр Вілійської сільської ради, якій були підпорядковані села Новосілки та Тетильківці. При Вілії був хутір Ольгине. У зв'язку з переселенням жителів виключений з облікових даних.
Населення — 613 осіб (2003).

## Географія
Територія села Вілія знаходиться між заповідними об'єктами місцевого значення: загальнозоологічним заказником «Людвище» і ботанічним «Цеценівський». В місцевих лісах та річках існує чимало видів флори й фауни, що потребують охорони. В урочищі «Каліновщина» популярний рідкісний вид «анемона дібровна», по народному нарциси. Поблизу гори «Лиса» — «горицвіт весняний». В околицях села водиться 26 видів ссавців і 98 видів птахів.
Довкола Вілії ростуть переважно листяні дерева (дуб, граб, ясен, осика), що утворюють ліси, які займають площу до 900 га. За 5 км на північ від с. Рибчі розташована Верхня Вілія - давній маєток Кременецького староства. У Нижній Вілії знаходився фільварок до якого входило 131,2 тис. десятин орної землі.
Річка Вілія бере початок із джерел біля села Новосілки. Ліва притока річки Горині, у яку впадає в межах міста Острога Рівненської області. Приймає близько 10 невеликих приток і протягом течії наповнює понад 30 ставків. Напрямок течії — північно-східний, протяжність від витоку до впадіння у Горинь — близько 75 км, ширина від 1,5-2 до 8-12 метрів.

## Історія

### Середньовіччя
Точно визначити походження назви села наразі не вдається, хоча усталеною версією є походження топоніму від гідроніму «Вілія». Перекази, які побутують серед місцевих мешканців, що ніби-то у роки невідомо якої війни тут залишився один віл і чоловік (віл і я), а тому й село має назву Вілія, не витримують жодної критики і є прикладом так званої «народної етимології», заснованої на випадковому співзвуччі.
На правому березі річки Вілії виявлено залишки двох стоянок первісних людей, що належать до періоду неоліту та енеоліту. Пізнішими мешканцями цієї території були, очевидно, представники слов'янських племен дулібів, які в VII-ІХ ст. розселились на цих землях.
Перша письмова згадка про село належить до 1545 року в реєстрі Кременецького замку в переліку сіл, що були приписані до замку, як маєток Мукосія Денісковича в Кременецькому повіті, розташований за 14 км на південний схід від Кременця. Село було куплене єпископом Янушем у Денісковича, у тому числі й 12 чоловік (тяглих).
До кінця XVIII століття Вілія перебувала у складі Речі Посполитої, а після Третього поділу Польщі разом з іншими населеними пунктами Півленної Волині увійшла до складу Волинської губернії Росйської імперії як село Борецької волості Кременецького повіту. Наприкінці ХІХ століття в селі було понад 100 будинків, у яких мешкало понад 800 жителів. В роки Першої світової війни на території села дислокувалися тилові частини Південно-Західного фронту російської армії. В січні 1918 року тут було проголошено радянську владу, яка протрималася дуже нетривалий час.
З 1920 по 1939 рік Вілія перебувала у складі Другої Речі Посполитої і належала до сіл Катербурзької гміни Кременецького повіту Волинського воєводства. У вересні 1939 року в ході реалізації таємних протоколів до Пакту Молотова — Ріббентропа разом з рештою земель Західної України село було приєднане до УРСР і увійшло до складу Велико-Дедеркальського району Тернопільської області.

### Друга світова війна і повоєнні репресії
У ході німецько-радянської війни село було окуповане німецькими військами наприкінці червня 1941 року. Окупація тривала до березня 1944 року. З відновленням радянського ладу розпочалася мобілізація юнаків та чоловіків до складу Червоної Армії. У завершальний період війни (1944—1945 рр.) на її фронтах воювало 76 місцевих жителів, 27 з яких загинули, а 42 були відзначені орденами та медалями. Серед них — М. І. Садовський, що пішов на фронт навесні 1944 р., зазнав поранення і повернувся додому інвалідом, М. М. Галаган, який воював на II Українському фронті, і був поранений під Будапештом, Р.К Чуш, який пройшов дорогами війни в Чехії та Угорщині і дійшов до Німеччини. Повернувся додому інвалідом ІІ групи. Г. Н. Бейзим у 1942 р. був забраний німцями до Німеччини у табір Фонерталь, пізніше у Бельгію м. Швайцберг, де працював у вугільній шахті. Поранення отримав восени 1942 р. і повернувся додому. У 1944 р. був мобілізований до армії і відправлений до запасного полку в м. Омськ. Пізніше заарештований і покараний 10-ма роками заслання у Якутії (Бухта Находка), також працював на шахті. У 1952 р. був звільнений достроково, але повернувся додому аж через 10 років.
Сім'я Шушварів, репресована у 1947 р., була вивезена до Сибіру (м. Осинники Кемеровської області). Батьки і семеро дітей працювали у шахтах. Повернулися додому лише у 1958 р. .
Із спогадів жителя села Вілія Бейзима Р. В.:
|  | Під час війни в урочищі „Острів“ с. Вілія була ціла військова частина, яка залишила там техніку, зброю, бо не можна було її вивести. Німці робили напади на навколишні села, хто їх не зустрічав то вони палили село і вбивали людей. А жителі с. Вілія, для того, щоб зберегти себе і своє село, зустріли їх радо (хоч не до радощів було), вийшли до них з продуктами харчування, прикрасили браму сосновими гілками. Все зробили заради того, щоб німці не спалили села і не понівечили людей. Та все одно німці робили облави по селі, забирали людей до Німеччини, грабували мирний люд. Для захисту населення від німецького терору почали створюватися повстанські загони. Перші повстанці, які з'явилися в с. Вілія, були в уніформі німецьких поліцаїв. Німці поселялися в школі, а дітям не дозволили ходити до школи, тому вони вчилися підпільно. |

Одного дня в селі спалили садибу Степана Салючка, а його сина Василя поранили в груди. На ранок над селом з'явився літак, після його появи горіло сусіднє село, на черзі була й Вілія. Але врятував село житель Семен Заєць, який знав німецьку мову, бо був у німецькому полоні під час Першої Світової війни. Він вийшов до них і сказав, що жителі с. Вілія у погромі с. Рибча участі не брали.
На початку березня 1944 р. фронт відійшов на захід від с. Вілія по лінії Плоске-Бонівка і тримали оборону 2 тижні. При наближені фронту Центральний Провід видав указ, щоб повстанці і жителі копали криївки. Саме завдяки криївкам, стала можлива боротьба, як відкрита так і підпільна, чоловіки переховувалися в криївках. На свято Вознесіння 1944 р. село оточила велика кількість війська. Облава пройшла через усе село. При цьому було виявлено декілька криївок і гарнізон закидав їх гранатами. Тоді загинуло багато односельців. Почастішали сутички між українськими повстанцями і енкаведистами. Так у Великодню суботу у 1945 р. в с. Вілія відбувся бій. Причиною його стало те, що під час облави «гарнізонці» викрили криївку. Один повстанець житель села Довгалюк Григорій здався в полон, а два інших підірвали себе гранатами. В цей час в лісах вілійських знаходився загін повстанців, і командир вирішив відвоювати побратима. Бій проходив через гору «Курган», «Жолобки» і закінчувався у районі цвинтаря, «гарнізонці» зайняли оборону по вулиці від магазину до церкви. Вони знаходились на дзвіниці, яка була пошкоджена кулями, «гарнізонці» злякались, що повстанці відіб'ють свого побратима і вбили його. Жителька с. Вілія Федорка вела гарнізон «бандерівців» у село Жолобки, щоб помститися за брата, якого вбили російські солдати.
Другий бій відбувся в с. Вілія восени 1946 року, коли в село приїхав обласний прокурор з охоронцями.. На зворотному шляху група потрапили у засідку, яку влаштували повстанці в Каліновському лісі. Коли повстанці з лісу відкрили вогонь, прокурор і вся його охорона втекли на саджавки в очерет.
Найдовше на Шумщині протримався сотник УПА з псевдо «Герасим» — Ананій Присяжнюк з Вілії

### Радянський період
Після припинення національно-визвольної боротьби в 1949 році почалася колективізація сільського господарства, тобто створювалися колгоспи. Селом ходили ватаги оперуповноважених і примушували людей записуватись до колгоспу. Із селянських садиб почали забирати коней, інвентар, будинки.
Дуже важко було людям в перші роки колективізації. Техніки не було ніякої, все обробляли кіньми, а роботи збільшувалось втричі. Оплата праці була дуже низькою, одержували в день ЗО копійок і 300 грам зерна. Дуже величезні побори, не зважаючи на те, що землі селяни вже не мали. Лише після смерті Сталіна побори були зменшені вдвічі, а пізніше відмінені.
В жовтні 1959 р. за рішенням загальних зборів колгоспників колгоспу «Червона зірка» (с. Вілія) та імені Івана Франка (село Тетильківці) господарства були об"єднані в один колгосп — імені Івана Франка. Головою правління колгоспу був обраний Т.П. Благодир, В 1965 році головою колгоспу був обраний М. Г. Каплун, а у 1973 р. — М. П. Олексюк, під час керівництва якого було споруджено комплекс з дорощування молодняка ВРХ на 3000 голів. У 1988 році прибуток колгоспу становив 764 тис. карбованців. Середня кількість працюючих становила 495 чоловік, у колгоспі, який став багатогалузевим господарством, було майже 4500 голів худоби, вирощувалися зернові та технічні культури. У 1992 році колгосп було реорганізовано в колективне сільськогосподарське підприємство, яке очолив Ю. К. Нетребчук. Наприкінці 90-х років КСП припинило існування, а землі було розпайовано й приватизовано.
Виробничу діяльність у сфері сільського господарства зараз (2016 р.) здійснює підприємство по виробництву компостів для вирощування печериць «Мікоген Україна».

### Незалежна Україна
12 червня 2020 року, відповідно до розпорядження Кабінету Міністрів України № 724-р «Про визначення адміністративних центрів та затвердження територій територіальних громад Тернопільської області» увійшло до складу Шумської міської громади.
19 липня 2020 року, в результаті адміністративно-територіальної реформи та ліквідації Шумського району, село увійшло до складу Кременецького району.

## Населення

### Мова
Розподіл населення за рідною мовою за даними перепису 2001 року:
| Мова       | Кількість | Відсоток |
| ---------- | --------- | -------- |
| українська | 612       | 99.51%   |
| російська  | 3         | 0.49%    |
| Усього     | 615       | 100%     |

## Пам'ятки

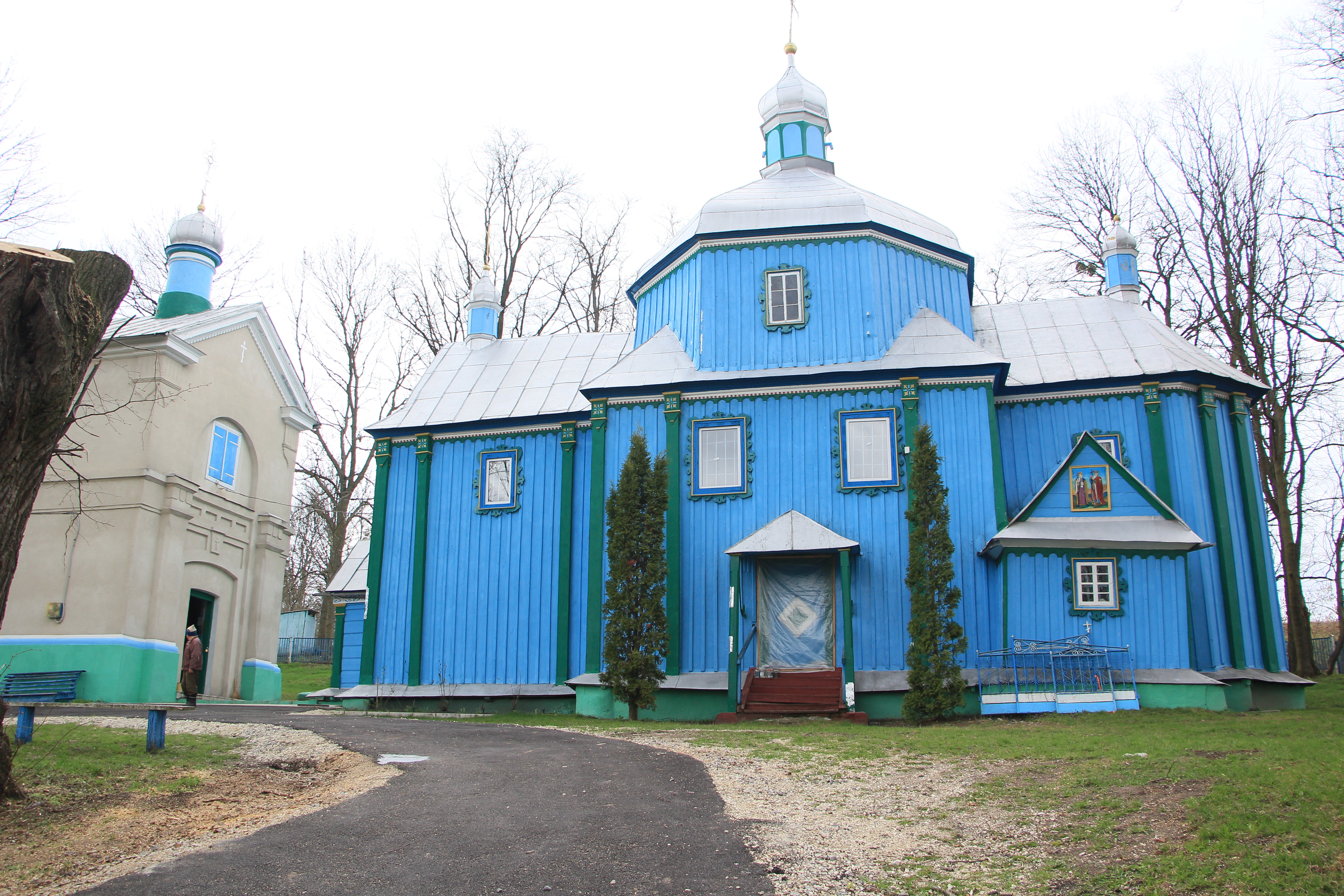
Дерев'яна церква

1797 року в селі було побудовано церква в ім'я Преображення Господнього на кошти прихожан. Церква дерев'яна, відремонтована в 1866 р. за рахунок казни. При ній кам'яна дзвіниця, побудована в 1886 р. також за рахунок казни. Утварю і ризницею забезпечена. В 1888 р. дерев'яний дах на дзвіниці перекритий бляхою і пофарбований. Копії з метричних книг зберігаються з 1812 р. а сповідальні відомості — з 1814 р. Опис церковного майна складався в 1806 р.
Цікаву легенду переповідають старожили про те, чому саме церкву побудовано в такому віддаленому від села місці. Колись давно їхав купець Вілійською дорогою. Раптом коні зупинилися, піднялися на диби і не хотіли рушати з місця. Купець зійшов з воза, підійшов до старої груші і зупинився, вражений побаченим. Між гіллям дерева сяяв лик Ісуса Христа. Тому й вирішили побудувати там церкву.
(Матеріали з фондів Кременецького краєзнавчого музею. М. Теодорович."Історико-статистичний опис церков і приходів Волинської Єпархії", Почаїв, 1893 р.)
|  | Церкву Преображення господнього побудували з дерева без жодного залізного цвяха. У 1866 р., коли церкву ремонтували тоді вже використовували залізні цвяхи. В 1941 р. на церкву впав грім, але вона не згоріла, збіглися люди і погасили вогонь. Храм відразу відремонтували від пошкоджень. Саме в той час в селі були німці. Але вони не перешкоджали відбудові. |

З 5 червня 1866 р. священиком був Кирило-Адам Копачевський (православний). Тоді було 66 дворів і 579 прихожан. З 1930 до 1954 р. священиком служив Євстахій Гвоздіховський. З 1954 по 1958 р. наступний священнослужитель був Петро Поліщук з Кременця. Його змінив Феофіл Лялякевич із Новосілок.
У 1961 служби Божі у храмі припинились. Радянська влада закривала церкви, грабувала їх, перетворювала на склади, інші господарські приміщення. Така доля спіткала і Вілійську церкву. Правда, її приміщення просто закрили, не використавши ні для яких інших потреб. Люди взяли ікони додому на зберігання, щоб вони не зникли, багато забрали в Тетильківську церкву.
У 1989 році громада села добилась, щоб церкву відкрили. Районна рада дала дозвіл. Після ремонту церква стала діючою. Першим священиком після відкриття був Ткачук Андрій із с. Кунинець. Він служив 4 роки. З 1993 р. по 1998 р. священиком був Бойчук Ярослав (із с. Забари). З 1998 р. і досі Божу службу відправляє священик Формазюк Федір.
На сьогодні в церкві зроблено загальний ремонт, відновлено Іконостас. В центрі Іконостасу знаходиться ікона Божої Матері, яка була колись прострілена. Є ще в храмі ікона, яку принесла пішки з Почаєва у 1935 р. Головатюк Олександра. На іконі зображено як Ангел Божий явився жонам Мироносицям. В 1936 р. церкві була подарована Тарнавським Ф. ікона св. Петра.
Із спогадів мешканця с. Вілія В.Н. Галагана:
|  | Після війни в 1945 р. на території села зав'язався бій між вояками Української повстанської армії та радянськими енкаведистами. Повстанці змушені були відступити і зайняли оборону в церкві та навколо неї. Тоді енкаведисти почали обстрілювати церкву, у результаті чого образ Божої Матері, що знаходився у центрі іконостасу, виявився прошитим кулеметною чергою. Ця ікона й досі знаходиться в церкві. |

В церкві також є декілька ікон, які відновилися. Про це розповідав житель села Гоц В. А. у нього була ікона із зображенням місця поховання Ісуса Христа. День за днем, рік за роком реліквія висіла на стіні і згодом потемніла. У родині подумали. Що вона просто вицвіла, тому зняли із стіни і повісили у комірці. З того дня пройшло багато часу. І одного разу Віктор помітив, що ікона з кожним днем світлішає. Він розповів про це людям, ікону взяли в церкву.
У 1956 році на другий день Пасхи, коли церковний хор виконував «Тебе поєм» старості Кондратюку П. явився преподобний Серафим Саровський. З того часу образ святого є у вівтарі.
У 2017 р. планується святкування 220-ї річниці від часу побудови та освячення церкви.

## Соціальна сфера
В селі Вілія є бібліотеки, ФАП, торговельні заклади, Вілійська ЗОШ І-ІІІ ст., музей історії села «Берегиня».

### Школа
До 1950 р. у ВіліЇ була лише початкова чотирикласна школа., на базі якої у 1951 р. було відкрито семирічку. Першим директором школи було призначено П.К. Матевощука, Наступного року його змінив Д.Ю. Марковець, який обіймав посаду до 1956 року. У 1956-1960 роках директором був А.С  Ковальчук., а в 1960—1964 рр. — П.С. Якимчук. При ньому було побудоване нове приміщення школи, у якому навчалися учні 5-8 класів. Один навчальний рік (1964—1965) школу очолювала О.К. Соколова, яку змінив на посаді Б.І. Ковальчук. Він став і першим директором Вілійської середньої школи, яку було відкрито у 1966 році. Перший випуск учнів середньої школи відбувся 1968 року. З 1969 до 1996 року директором школи був Ф.С. Гненний. За час його перебування на посаді до школи було добудовано 8 класних кімнат (1969-1971 рр.), у 1976-1978 рр. — спортивний зал та їдальню. З 1996 до 2007 року директором школи працювала С.Л. Кукуріка. Від 2007 року і дотепер директором працює В.А. Омельчук.
2017 року у Вілійській загальноосвітній школі відбудеться ювілейний 50-й випуск.

### Бібліотека
У с. Вілія є бібліотека. Вона існувала з 1952 року, коли ще була хата-читальня, яка знаходилась в церковній хаті. Першим бібліотекарем був Кондратюк Олександр. Після нього прийшла Шпор тун Лідія, після закінчення культурно-освітнього училища в Теребовлі на клубному відділі. Фонд книг був невеликий близько 300 книжок.
Пізніше побудували клуб в с. Вілія. Із хати-читальні перейшла бібліотека в клуб. Зав. бібліотекою була Пасєка Тамара. Після неї прийняла Рожелюк Ганна і працювала десь до 1982 р. коли клуб розвалився то бібліотеку перенесли в сільську хату і працювала там Зоя з Тилявки.
А в 1985 році прийняла бібліотеку Галаган О.А. працює вже 21 рік. 14 років тому бібліотека перейшла в школу (1992), тому, що хата почала валитись. Тепер бібліотека знаходиться у Вілійській школі.
Фонд книг становить 10 тис. книжок. У наш час у с. Вілія нараховується 132 дворів і проживає 593 жителі.

## Народилися
Дацюк Олександр Іванович (1999, с. Вілія, нині Кременецького району Тернопільської області — 12 січня 2023, біля н.п. Торське, Краматорський район, Донецька область) — український військовик, учасник російсько-української війни.

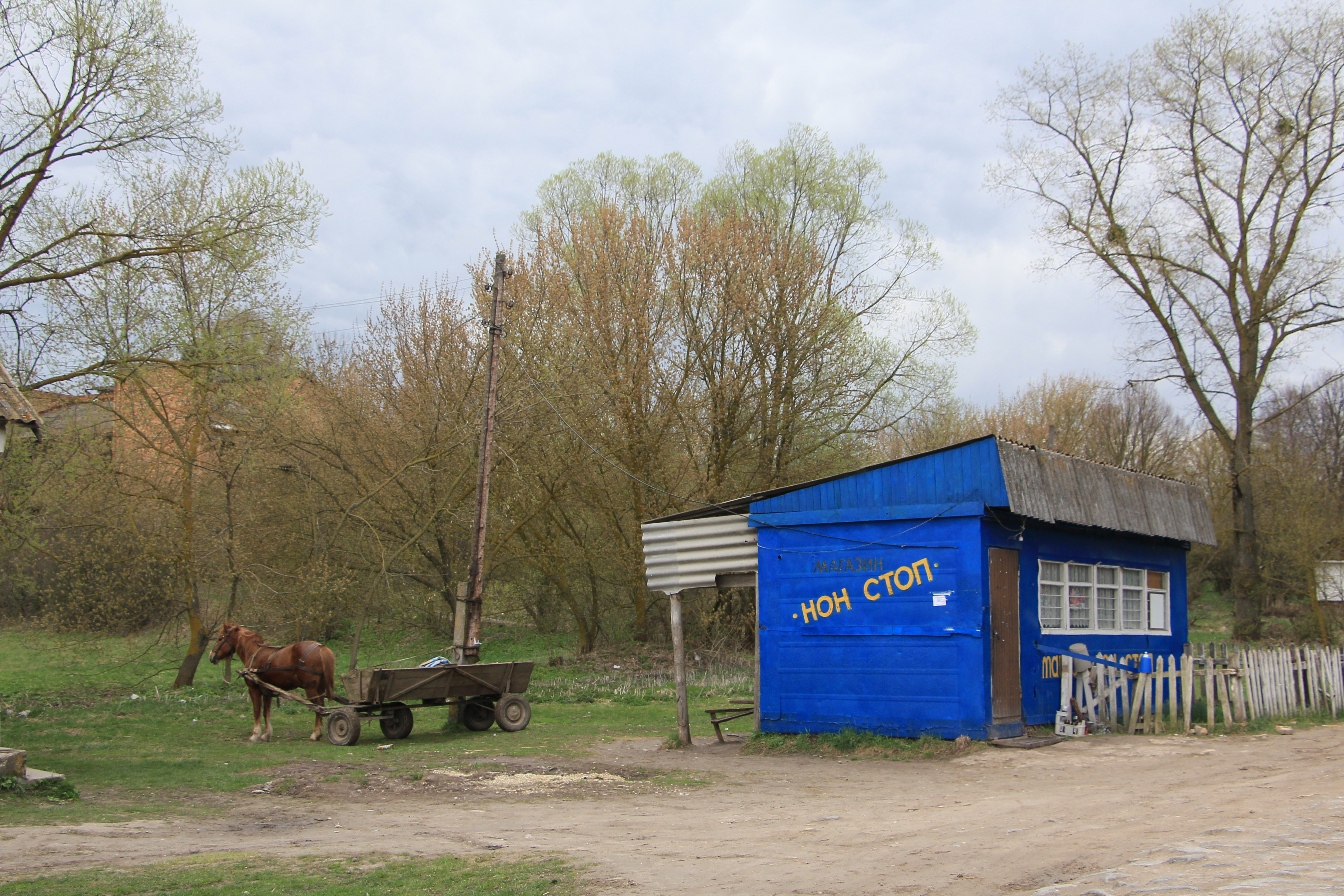
Магазин місцевої  торговельної мережі "Нон стоп".
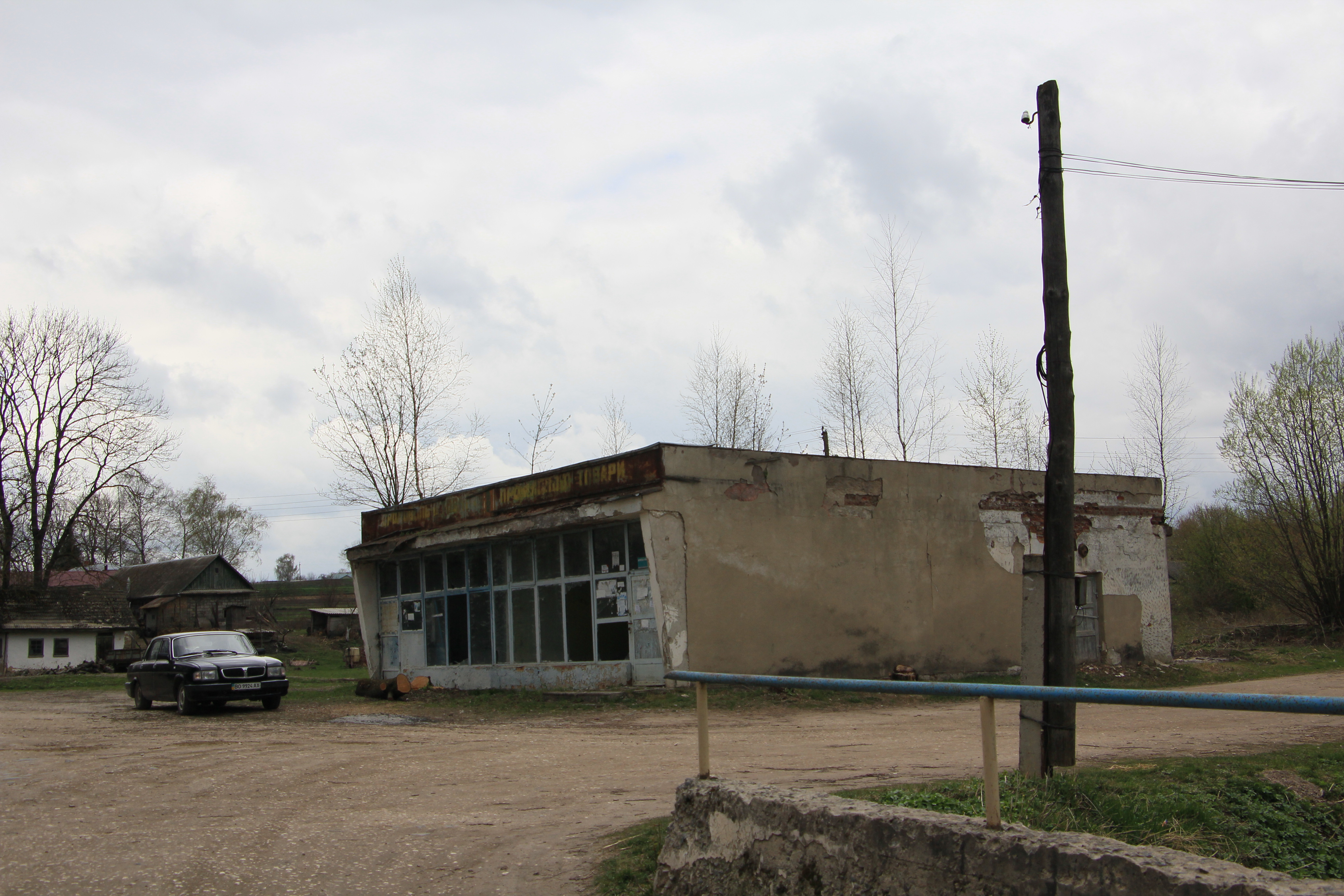
Покинута будівля магазину
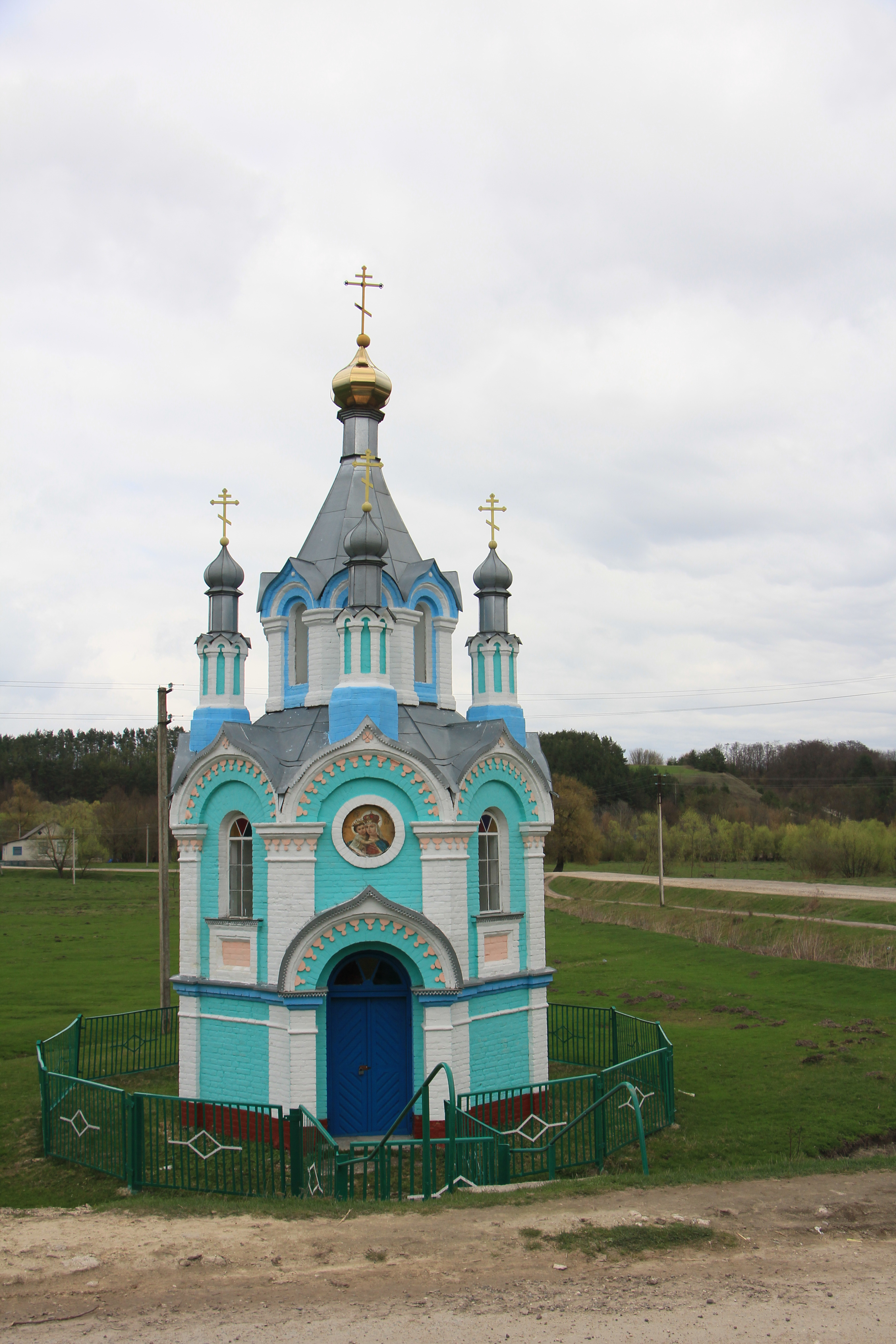
Придорожня каплиця